# Universidade de Østfold

A Universidade de Østfold (em norueguês: Høgskolen i Østfold, HiØ; em inglês: Østfold University College) é uma instituição de ensino superior público no sudeste da Noruega, e uma das 24 universidades públicas do país. 
Tem campus nas cidades de Fredrikstad e Halden, com aproximadamente 7 000 alunos e 550 funcionários, sendo a 5a maior do país.
Possui o nome atual desde a Reforma do Ensino Superior realizada em 1994, quando cinco universidades já existentes do condado de Østfold das cidades de Halden, Sarpsborg e Fredrikstad, fundadas entre 1955 e 1980. 

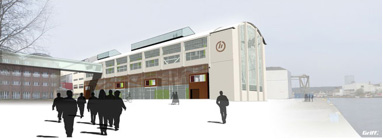
Campus em Fredrikstad.